# ألكاين حلقي

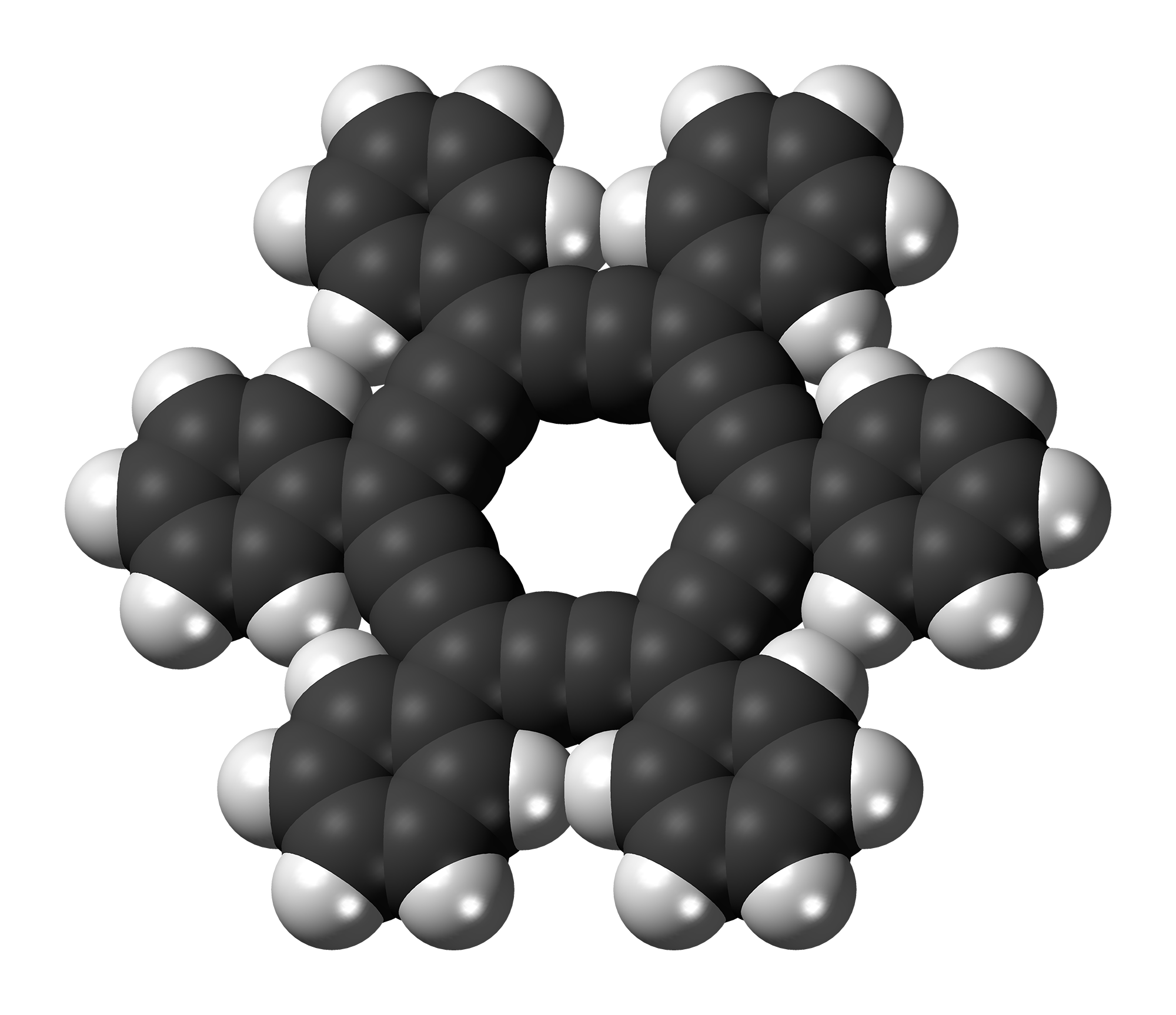
صورة تعبرية

الألكاينات الحلقية هي مركبات عضوية هيدروكربونية من الألكاينات ذات بنية حلقية؛ ولها الصيغة العامة CnH2n−4.
تعاني هذه المركبات من إجهاد الحلقة، بسبب الطبيعة الخطية للرابطة الثلاثية C–C≡C–C، بالتالي فهي ممكنة التشكل عندما يكون هناك عدد كافٍ من ذرات الكربون، بحيث تتوفر المرونة اللازمة لتأمين الحد الأدنى من الاستقرار؛ أما الحلقات الصغيرة فهي صعبة التحضير. يعد حلقي الأوكتاين (C8H12) أصغر هذه المركبات مقدرة على تشكيل حلقة مستقرة.